# Isatis harsukhii
Isatis harsukhii är en korsblommig växtart som beskrevs av Otto Eugen Schulz. Isatis harsukhii ingår i släktet vejdar, och familjen korsblommiga växter. Inga underarter finns listade i Catalogue of Life.